# Blanche-Augustine Camus
Blanche-Augustine Camus (n. 27 octombrie 1884, Paris, Île-de-France, Franța – d. 6 octombrie 1968, Paris, Région parisienne, Franța) a fost o pictoriță neo-impresionistă franceză, asociată cu stilul divizionismului, remarcată pentru tablourile cu peisaje și grădini luminoase din sudul Franței, adesea combinate cu portretele grațioase în aer liber ale familiei și prietenilor săi.
Născută la Paris, a studiat la Académie Julian și la École des Beaux-Arts între 1902 și 1908 cu Tony Robert-Fleury, Jules Joseph Lefebvre⁠(d) și Adolphe Déchenaud⁠(d). A expus pentru prima dată la Salon des Artistes Français⁠(d) în 1911, câștigând medalia de aur în 1920 și continuând până în 1939.
Lucrările sale au apărut pentru prima dată la Galerie Georges Petit⁠(d) în 1912 și au primit o recenzie entuziastă din partea lui André Warnod în Comoedia: „Des toiles tout illuminées de soleil, un soleil chaud, vibrand, réchauffant, qui resplendit sur les fleurs rouge des jardins, éclate en grandes. taches de lumière sur le sable des allées." („Aceste pânze sunt luminate de soare, un soare cald, vibrant, care strălucește pe florile roșii din grădini, izbucnind în bazine mari de lumină pe nisipul aleilor”.) Ea a expus și la galeria Bernheim-Jeune⁠(d).
S-a mutat la Saint-Tropez în 1908 și de atunci a lucrat mai ales în sudul Franței, unde a fost asociată cu Henri-Jean Guillaume Martin⁠(d) și André Dunoyer de Segonzac⁠(d).
A fost numită Cavaler al Legiunii de Onoare.

## Familie
Camus a fost fiica farmacistului și botanistul Edmond Gustave Camus⁠(d) (1852–1915), cunoscut pentru lucrările sale cu orhidee. Sora ei a fost botanista Aimée Antoinette Camus⁠(d) (1879–1965). De-a lungul vieții ei a rămas apropiată de sora ei, iar după moartea tatălui lor în 1915, surorile au explorat Pirineii și s-au alăturat unor expediții în jurul regiunii mediteraneene, inclusiv în Turcia.

## Vânzare și colecții
Tablourile lui Blanche Camus apar în mod regulat la vânzare. Recordul pentru o lucrare a artistei, deținut de Christie's, Londra, pentru Recoltă în Provența (vândut cu 28.617 euro în 2003), a fost doborât de Ceai în grădină, din 1920, vândut la Barcelona în februarie 2019 pentru 94.965 euro.
Picturi ale artistei sunt deținute de Muzeul de Arte Frumoase și Arheologie din Besançon, Musée Denon din Chalon-sur-Saône, Musée de la Chartreuse de Douai⁠(d), Muzeul de Arte Frumoase din Lyon, Musée des Beaux-Arts din Nice și Musée des Beaux-Arts de Pau.